# Tramlijn Milaan - Limbiate
De Tramlijn Milaan - Limbiate was een interurbane tramlijn die Milaan verbond met Limbiate. De uit 1882 stammende tramlijn, was de laatst overgebleven lijn van een voorheen uitgebreid netwerk van regionale tramlijnen, dat met uitbreiding van het Milanese metronet steeds verder was ingekort.

In 2012 was er sprake van sluiting van de lijn na de constatering van ernstige technische gebreken. Ondanks ernstige reizigersprotesten leek het erop dat op 14 mei 2012 de laatste rit gereden was. Echter, door het vrijkomen van een fonds van drie miljoen euro hebben herstelwerkzaamheden aan de lijn kunnen plaatsvinden, waardoor deze op 22 oktober 2012 heropend kon worden. De lijn reed daarna met een uitgebreidere dienstregeling. Op 30 september 2022 werd de lijn alsnog gesloten. De lijn wordt mogelijk omgebouwd tot een lightrailverbinding.